# Francis Shepherd
Sir Francis Michie Shepherd (* 6. Januar 1893; † 15. Mai 1962)  war ein britischer Botschafter.

## Leben
Francis Shepherd besuchte die Oakfield School, University College School sowie die Universität Grenoble. Im August 1914 trat in das London Scottish Regiment ein, im April 1915 wechselte er zur 7. Division, die in Merville in Frankreich eingesetzt wurde. Im Dezember 1915 wurde er nach Mesopotamien versetzt, wo Charles Vere Ferrers Townshend in Kut eingeschlossen war. Shepherd wurde in Britisch-Indien und 1919 bei der Wasiristan Kampagne (1919–1920) eingesetzt.
1920 trat er in den auswärtigen Dienst und wurde an den Konsulaten in San Francisco, Buenos Aires, Lima, Antwerpen und von 1927 bis 1932 in Hamburg eingesetzt. Ab 1932 war er Geschäftsträger in Port-au-Prince, Haiti und San Salvador. 1932 wurde er in den Order of the British Empire aufgenommen, 1942 wurde er dort Officer und 1948 Commander. Von 1935 bis 1937 war er Minister Resident und Konsul in Port-au-Prince. Im spanischen Bürgerkrieg war er 1938 drei Monate Generalkonsul in Barcelona und ging anschließend bis 1939 als Konsul nach Dresden. Von Juli bis August 1939 war er Generalkonsul in der freien Stadt Danzig. Nach Kriegsbeginn war er von Oktober 1939 bis Februar 1940 im Foreign and Commonwealth Office beschäftigt.
Er war Legationsrat und Generalkonsul in Reykjavík, Island (1940–1942) und dann Legationsrat in Leopoldville, Belgisch-Kongo. Von 1944 bis 1947 war er Vertreter der britischen Regierung in Finnland und von 1947 bis 1949 Generalkonsul in Niederländisch-Indien. Zwei Jahre (1950 bis 1952) war Shepherd Botschafter in Teheran, Persien. Als die Verstaatlichung der Anglo-Persian Oil Company zur Debatte stand, protestierte er gegen ein im Parlament vorliegendes Sabotagegesetz, das vorsah, dass die Beschädigung von Anlagen der Mineralölindustrie mit dem Tod bestraft werden. Ende Juli 1951 traf er sich mit Henry F. Grady und W. Averell Harriman. Von 1952 bis 1954 war er Botschafter in Warschau, Polen, anschließend  wurde er in den Ruhestand versetzt. 1960 heiratete er Barbara Bayntun Fairbairn-Crawford.